# 中村 (島根県)
中村（なかむら）は、かつて島根県周吉郡にあった村。現在の隠岐の島町北東部にあたる。

## 地理
- 隠岐諸島・島後島に所在した。

## 歴史
- 1904年（明治37年）5月1日 - 島根県隠岐国ニ於ケル町村ノ制度ニ関スル件の施行により周吉郡中村・元屋村・湊村・西村・穏地郡伊後村の区域をもって発足。周吉郡に所属。
- 1960年（昭和35年）11月1日 - 西郷町に編入。同日中村廃止。